# Пушту
Пушту́ (самоназв. پښتو [paʂto:], [paxto:], [pa:çte:]) — язык пуштунов, один из восточноиранских языков. Является официальным языком Афганистана (вместе с дари) и некоторых регионов Пакистана. Распространён по всему южному и юго-восточному Афганистану и северо-западному Пакистану, а также в пуштунской диаспоре. Представлен большим количеством диалектов, которые, по разным классификациям, объединяются в две, три или четыре группы.

## О названии
В русском языке существует три основных термина для обозначения этого языка: пушту, пашто и афганский (язык).
Название «пашто» является самоназванием этого языка в юго-западных диалектах (Кандагар, Харнай). Оно произошло от *Parsawā- — «персидский». В разных диалектах самоназвание звучит по-другому, см. таблицу в разделе «Диалекты».
Носители этого языка называются по-русски пуштуны или афганцы. Последнее может также обозначать всех людей, живущих в Афганистане, независимо от национальной принадлежности. Самоназвание пуштунов — ед. ч. pəʂˈtu: n / pəxˈtu: n, мн. ч. pəʂˈta:ˌnə / pəxˈta:ˌnə; в Пакистане их называют также патха́ны (pəˈʈʰɑ:n).

## Классификация
В пашто, так же как и в других восточноиранских языках (памирских), сохранилась категория рода и различие прямого и косвенного падежей. Помимо них выделяют звательный падеж. Падежные отношения выражаются предлогами, которые дополняются и уточняются послеслогами. В фонетике и словаре заметно влияние соседних индийских языков.
Лексика состоит из собственно пуштунских (напр.: «ورځ» wradz «день»), персидских («آسمان» ȃsemȃn «небо») и индийских («کړكۍ» kəṛkəy «окно», от که‍ڑکی‎ kʰiṛki) по происхождению слов. В сферах религии, науки и политики преобладает арабская лексика (اجتماع ijtimȃ «собрание, общество»), заимствованная, как правило, через персидское посредство (вследствие чего в пушту сохраняется персидское произношение некоторых арабских букв — напр.: مريض («больной») в арабском — marȋdˤ с эмфатическим «dˤ», в фарси же и пушту произносят marȋz; اجتماع; ijtimȃʕ(un) («общество, собрание») по-арабски произносится с гортанным «'айном», в пушту же «'айн» не произносят: ijtimȃ.
Исконная лексика архаична по сравнению с другими иранскими языками, таблица ниже иллюстрирует эти различия.
| Русский перевод | Фарси                     | Таджикский   | Шугнанский | Рушанский | Сарыкольский | Ваханский | Пушту                      | Осетинский | Авестийский             |
| --------------- | ------------------------- | ------------ | ---------- | --------- | ------------ | --------- | -------------------------- | ---------- | ----------------------- |
| «сын»           | pesær (پسر)               | писар        | puts       | puc       | pɯts         | putr      | zo:j, zu:j (زوي)           | furt       | putra                   |
| «огонь»         | ɒːtæʃ (اتش)               | оташ         | joːts      | yuc       | juts         | rɯχniɡ    | wo:r, o:r (اور)            | art        | âtar                    |
| «вода»          | ɒːb (اب)                  | об           | xats       | xats      | xats         | jupk      | ubə, obə (ابه)             | don        | aiwyô, ap               |
| «кисть руки»    | dæst (دست)                | даст         | ðust       | ðost      | ðɯst         | ðast      | lɑ:s (لاس)                 | dus        | zasta                   |
| «ступня»        | pɒː (پا)                  | по           | poːð       | pu:ð      | peð          | puð       | pxa, pʂa (پښه)             | fad        | pâdha                   |
| «зуб»           | dændɒːn (دندان)           | дандон       | ðinðʉn     | ðinðon    | ðanðun       | ðɯnðɯk    | ɣɑ:x, ɣɑ:ʂ (غاښ)           | dændag     | dantan                  |
| «глаз»          | t͡ʃeʃm (چشم)               | чашм         | tsem       | cam       | tsem         | tʂəʐm     | stərɡa (سترګه)             | cæstæ      | chashman                |
| «лошадь»        | æsb (اسب)                 | асп          | voːrdʒ     | vurdʒ     | vurdʒ        | jaʃ       | ɑ:s (آس)                   | æfsæ       | aspa                    |
| «облако»        | æbr (ابر)                 | абр          | abri       | abr       | varm         | mur       | ʊrijədz (اوريځ)            | ævragh     | ?                       |
| «пшеница»       | gændom (گندم)             | гандум       | ʒindam     | ʒindam    | ʒandam       | ɣɯdim     | ɣanəm (غانم)               | mænæwæ     | ?                       |
| «мясо»          | ɡuʃt (گوشت)               | гушт         | ɡuːxt      | ɡuːxt     | ɡɯxt         | ɡuʂt      | ɣwəxa, ɣwəʂa (غوښه)        | fid        | pitu                    |
| «много»         | besjɒːr (بسيار)           | бисёр        | bisjoːr    | ghak,fana | pɯr          | təqi      | ɖe:r, zijɑ:t (ډېر، زيات)   | bewræ      | paoiri, paoirîsh, pouru |
| «высокий»       | bolænd (بلند)             | баланд       | biland     | biland    | bɯland       | bɯland    | lwəɻ (لوړ)                 | bærzond    | berezô, berezañt        |
| «далеко»        | duːr (دور)                | дур          | ðar        | ðar       | ðar          | ðir       | ləre:, lərə (لره، لرې)     | idard      | dûra, dûrât             |
| «хороший»       | xuːb (خوب)                | хуб          | χub        | bashand   | tʃardʒ       | baf       | xə, ʂə (ښه)                | xwarz      | vohu                    |
| «маленький»     | kuːtʃækʲ (كوچك))          | хурд         | dzul       | bucik     | dzɯl         | dzəqlai   | ləɡ, ləʐ ((کوچینی)لږ)      | minkhij    | ?                       |
| «говорить»      | goftæn (گفت), guːy- (گوی) | гуфтан, гӯй- | lʉvd       | luvd      | levd         | xənak     | wajəl (ويل)                | dzorun     | aoj-, mrû-, sangh-      |
| «делать»        | kʲærdæn (كرد), kon- (کن)  | кардан, кун- | tʃiːd      | tʃigo     | tʃeiɡ        | tsərak    | kawəl (کول)                | kænun      | kar-                    |
| «видеть»        | didæn (ديد), biːn- (بین)  | дидан, бин-  | wiːnt      | wuːnt     | wand         | winɡ      | li:dəl, wi:n- (ليدل، وینـ) | winun      | dî-                     |

## Лингвогеография

### Географическое распространение
Как национальный язык в Афганистане пушту распространён, прежде всего, на востоке, юге и юго-западе страны, а также в отдельных анклавах на севере и западе. По различным оценкам, пушту — родной язык 35-60 % населения Афганистана.
В Пакистане пушту — региональный язык, примерно 15,42 % населения всего Пакистана говорят на нём. Большинство носителей пушту сосредоточено в провинции Хайбер-Пахтунхва и в Зоне Племён, а также на севере Белуджистана. Кроме того, на пушту говорят в уездах Миянвали и Атток провинции Пенджаб, а также крупные диаспоры в Карачи и Хайдарабаде.
Пуштунские общины имеются в Таджикистане, Джамму и Кашмире, ОАЭ, Саудовской Аравии, северо-восточном Иране (в основном в провинции Восточный Хоросан, у афганской границы), а также в США, Британии, Таиланде, Канаде, Германии, Голландии, Швеции, Катаре, Австралии, Японии, России, Новой Зеландии, Казахстане и т. д.

### Диалекты
| Город                | Произношение |
| -------------------- | ------------ |
| Хост                 | Pāçte        |
| Вардак               | Paçto        |
| Банну, Вана Мираншах | Pāšte        |
| Кветта               | Pašto        |
| Кандагар             | Paʂto        |
| Кабул                | Paxto        |
| Джамруд              | Pāxto        |
| Пешавар              | Puxto        |

Существует несколько вариантов классификации диалектов пашто. Обычно выделяют четыре региональных стандарта (престижных диалекта): пешаварский (северо-западный), кабульский (северо-восточный), кандагарский (юго-восточный), кветтинский (юго-западный).
По историческим и племенным критериям выделяют карланские диалекты (все «фонетические» центральные). По особенностям консонантизма разделяют южную (западную) и северную (восточную) ветви: в первых ʃ~ʂ и ʒ~ʐ, а во вторых x и g. По особенностям вокализма выделяют центральные (южные) диалекты: в них литературной гласной ɑ соответствует гласная ɒ~o, они же в свою очередь делятся на южные (с ʃ и ʒ и переходами o>e, u>i), северные (с x и g, без изменений o и u) и переходные (с x и g как у северных и переходами o>e, u>i как у южных).
Взаимопонимание носителей центральных и «внешних» диалектов затруднено. На центральных диалектах говорит до 15 % всех пашто-язычных. Они населяют провинции Пактия и Хост, северную и восточную части провинции Пактика в Афганистане, а также несколько округов провинций Нанграхар и Вардак. На территории Пакистана носители южных диалектов расселены на обширной территории, полностью охватывающей агентства Куррам, Северный Вазиристан, Южный Вазиристан, а также часть округа Банну.
Большая часть носителей пашто говорит на диалектах северной ветви, хотя географически большую территорию занимают южные диалекты.
1. Южная ветвь (или Западная, Юго-западная, «мягкий» пашто)
- Кандагарский пушту (или южный, юго-западный)
- Кветтинский пушту (или юго-восточный)
- Шерани
- Марвати (Беттани)
- Язык/диалект Ванеци (иногда не включается)

2. Центральные диалекты (или Южные)
Южные:
- Хаттакский
- Баннуци
- Масудвола (Масидвола)
- Вазирвола
- Гурбазвола

Переходные:
- Тани
- Дзадрани

Северные:
- Хости
- Африди
- Бангаши-Тури-Зази
- Хогьяни
- Вардаки

3. Северная ветвь (или Восточная, Северо-восточная, «жёсткий» пахто)
- Хароти
- Центральный пушту (или северо-западный, Гильзаи, диалект Кабула)
- Северный (или восточный, диалект Джалал-Абада)
- Юсуфзаи (или северо-восточный, диалект Пешавара)

## История
Пуштуны часто считаются теми пактиями из сочинений Геродота или народом пактха из Ригведы. До сих пор не ясно, как сложилась древнейшая история этого народа, как и история его языка.
Древнейшим из образцов письменной литературы на этом языке считают стихи амира Крора VIII века, хотя это утверждение является спорным.
В Средние века языком афганской знати являлся дари, или фарси-кабули, однако в среде пуштунской элиты создавались многие художественные и исторические произведения, например «Кадастровая книга шейха Мали» XV века.
С начала XVIII в. все правители тогдашнего Афганистана (за исключением Хабибулы Калакани) являлись этническими пуштунами и владели пушту в качестве второго языка. Тем не менее, при дворе использовали персидский (дари), тогда как пушту был языком пуштунских племён.
Процесс популяризации пушту начался при Аманулла-хане и приобрёл статус своеобразной государственной идеологии. В 1930-х гг. начало действовать движение за расширение употребления языка пушту в общественной жизни и государственном делопроизводстве, что привело к созданию кабульского университета в 1932 году и восстанию в академии «Пашто Толына» в 1937 году. Однако, несмотря на данные события, афганская элита продолжала рассматривать дари как язык интеллигенции и как «символ культурного воспитания». В 1933 году Захир-Шахом был издан указ об изучении и использовании дари и пушту должностными лицами, а через три года пушту официально получил государственный статус с полными правами на применение в правительстве и в образовании. При этом этнически пуштунская королевская семья и большая часть чиновников продолжали разговаривать на дари. В результате этих мер язык пушту приобрёл статус национального языка, став символом афганского национального движения. Официальный статус языка подтверждён в 1964 году Конституционным собранием страны, вместе с этим афганский персидский язык был переименован в дари. Также был осуществлён перевод гимна страны на пушту.
В Пакистане официальный статус имеют английский и урду. На региональном уровне язык имеет статус в провинции Хайбер-Пахтунхва и на севере провинции Белуджистан. В 1984 году было получено право на использование языка для преподавания в начальных школах. В государственных школах, находящихся в пуштунских регионах, пушту сейчас является языком обучения в 1-2 классах, а также обязательным предметом до 5 класса, при этом урду остаётся основным языком обучения. Англоязычные частные школы не преподают пушту даже на первичном уровне. По мнению некоторых исследователей, введение урду в качестве языка обучения стало причиной упадка многих языков коренных народов Пакистана, в том числе и пушту.

## Письменность
Вероятно, письменная культура пуштунов начинает развиваться с XVI века, однако точное время происхождения письма остаётся неизвестным. Древнейшим датированным документом на пушту является книга Хайруль-Байян (خیرالبیان — «Преблагая весть») суфия Баязида Ансари, которая датирована 6 сентября 1651 года. Документы, которые до середины XX века датировались как более ранние, теперь считаются более поздней подделкой. Светская литература на пушту была создана в начале XVII века, самым крупным её представителем является Хушаль-хан Хаттак. Известно, что последователи Хаттака (независимо от Баязида Ансари) адаптировали персидский алфавит для письма на пушту. Именно они считаются основателями современной письменности на пушту. В полной мере современная орфография стала использоваться где-то с середины XVIII века. Самая ранняя рукопись в современной орфографии — найденная в Пешаваре копия дивана Ахмад-Шаха Абдали, датируемая 1750 годом. Тем не менее, время и обстоятельства формирования современного правописания остаются спорными.
В отличие от арабского и персидского языков, пушту не знает разнообразия почерков. В печати чаще всего употребляется «насх», а в качестве рукописного шрифта чаще всего используется «насталик» (особенно в Пакистане для местных диалектов) и его упрощённые разновидности («тахрири» и т. д.). В афганских школах с 1 по 6 классы проходят предмет чистописания — «حسن خط» («хороший почерк» или «правильность письма»), дающий учащимся знания об основах каллиграфии согласно почеркам «насх» и «насталик».
Пуштунский алфавит имеет некоторые буквы, отсутствующие в арабском и персидском алфавитах. Для церебральных согласных были добавлены знаки, образованные присоединением маленького кружка (который называют «panḍak», «ğaṛwanday» или «skəṇay») к знаку чистого согласного. Были добавлены буквы ښ и ږ, которые обозначают звуки x/ś и g/ź. Кроме того, добавлены буквы, обозначающие аффрикаты ts и dz (ими стали څ и ځ), а также несколько букв на основе арабской ي.
| ا ā, — /ɑ, ʔ/ | ب b /b/ | پ p /p/ | ت t /t̪/             | ټ ṭ /ʈ/             | ث s /s/       | ج j /d͡ʒ/ | ځ ź /d͡z/              | چ č /t͡ʃ/  | څ c /t͡s/        | ح h /h/               | خ x /x/ |
| د d /d̪/       | ډ ḍ /ɖ/ | ﺫ z /z/ | ﺭ r /r/             | ړ ṛ /ɺ˞~ɻ/          | ﺯ z /z/       | ژ ž /ʒ/  | ږ ǵ (или ẓ̌) /ʐ, ʝ, ɡ/ | س s /s/   | ش š /ʃ/         | ښ x̌ (или ṣ̌) /ʂ, ç, x/ |         |
| ص s /s/       | ض z /z/ | ط t /t̪/ | ظ z /z/             | ع — /ʔ/             | غ ğ /ɣ/       | ف f /f/  | ق q /q/               | ک k /k/   | ګ g /ɡ/         | ل l /l/               |         |
| م m /m/       | ن n /n/ | ڼ ṇ /ɳ/ | و w, ū, o /w, u, o/ | ه h, a, ə /h, a, ə/ | ي y, ī /j, i/ | ې e /e/  | ی ay, y /ai, j/       | ۍ əi /əi/ | ئ əi, y /əi, j/ |                       |         |

### Диакритические знаки
В пушту используются следующие огласовки:
| Огласовка | Название    | Произношение       |
| --------- | ----------- | ------------------ |
| َـ         | zwar, fatha | [a]                |
| ٙـ         | zwarakəy    | [ə]                |
| ِـ         | zer, kasra  | [i]                |
| ُـ         | peš, zamma  | [u]                |
| ـٗ         | peš, zamma  | [o]                |
| ْـ         | sukȗn       | отсутствие гласной |

## Лингвистическая характеристика

### Фонетика и фонология

#### Гласные
|                                         | Передние                                      | Ненапряж. передние                            | Средние                                       | Ненапряж. задние                              | Задние                                        |
| Верхние                                 | \| i: u: ɪ ʊ e: ɵ: ɤ:•o: ə ɛ: ʌ•ɔ: a ɑ:•ɒ: \| | \| i: u: ɪ ʊ e: ɵ: ɤ:•o: ə ɛ: ʌ•ɔ: a ɑ:•ɒ: \| | \| i: u: ɪ ʊ e: ɵ: ɤ:•o: ə ɛ: ʌ•ɔ: a ɑ:•ɒ: \| | \| i: u: ɪ ʊ e: ɵ: ɤ:•o: ə ɛ: ʌ•ɔ: a ɑ:•ɒ: \| | \| i: u: ɪ ʊ e: ɵ: ɤ:•o: ə ɛ: ʌ•ɔ: a ɑ:•ɒ: \| |
| Ненапряж. верхние                       | \| i: u: ɪ ʊ e: ɵ: ɤ:•o: ə ɛ: ʌ•ɔ: a ɑ:•ɒ: \| | \| i: u: ɪ ʊ e: ɵ: ɤ:•o: ə ɛ: ʌ•ɔ: a ɑ:•ɒ: \| | \| i: u: ɪ ʊ e: ɵ: ɤ:•o: ə ɛ: ʌ•ɔ: a ɑ:•ɒ: \| | \| i: u: ɪ ʊ e: ɵ: ɤ:•o: ə ɛ: ʌ•ɔ: a ɑ:•ɒ: \| | \| i: u: ɪ ʊ e: ɵ: ɤ:•o: ə ɛ: ʌ•ɔ: a ɑ:•ɒ: \| |
| Ср.-верхние                             | \| i: u: ɪ ʊ e: ɵ: ɤ:•o: ə ɛ: ʌ•ɔ: a ɑ:•ɒ: \| | \| i: u: ɪ ʊ e: ɵ: ɤ:•o: ə ɛ: ʌ•ɔ: a ɑ:•ɒ: \| | \| i: u: ɪ ʊ e: ɵ: ɤ:•o: ə ɛ: ʌ•ɔ: a ɑ:•ɒ: \| | \| i: u: ɪ ʊ e: ɵ: ɤ:•o: ə ɛ: ʌ•ɔ: a ɑ:•ɒ: \| | \| i: u: ɪ ʊ e: ɵ: ɤ:•o: ə ɛ: ʌ•ɔ: a ɑ:•ɒ: \| |
| Средние                                 | \| i: u: ɪ ʊ e: ɵ: ɤ:•o: ə ɛ: ʌ•ɔ: a ɑ:•ɒ: \| | \| i: u: ɪ ʊ e: ɵ: ɤ:•o: ə ɛ: ʌ•ɔ: a ɑ:•ɒ: \| | \| i: u: ɪ ʊ e: ɵ: ɤ:•o: ə ɛ: ʌ•ɔ: a ɑ:•ɒ: \| | \| i: u: ɪ ʊ e: ɵ: ɤ:•o: ə ɛ: ʌ•ɔ: a ɑ:•ɒ: \| | \| i: u: ɪ ʊ e: ɵ: ɤ:•o: ə ɛ: ʌ•ɔ: a ɑ:•ɒ: \| |
| Ср.-нижние                              | \| i: u: ɪ ʊ e: ɵ: ɤ:•o: ə ɛ: ʌ•ɔ: a ɑ:•ɒ: \| | \| i: u: ɪ ʊ e: ɵ: ɤ:•o: ə ɛ: ʌ•ɔ: a ɑ:•ɒ: \| | \| i: u: ɪ ʊ e: ɵ: ɤ:•o: ə ɛ: ʌ•ɔ: a ɑ:•ɒ: \| | \| i: u: ɪ ʊ e: ɵ: ɤ:•o: ə ɛ: ʌ•ɔ: a ɑ:•ɒ: \| | \| i: u: ɪ ʊ e: ɵ: ɤ:•o: ə ɛ: ʌ•ɔ: a ɑ:•ɒ: \| |
| Ненапряж. нижние                        | \| i: u: ɪ ʊ e: ɵ: ɤ:•o: ə ɛ: ʌ•ɔ: a ɑ:•ɒ: \| | \| i: u: ɪ ʊ e: ɵ: ɤ:•o: ə ɛ: ʌ•ɔ: a ɑ:•ɒ: \| | \| i: u: ɪ ʊ e: ɵ: ɤ:•o: ə ɛ: ʌ•ɔ: a ɑ:•ɒ: \| | \| i: u: ɪ ʊ e: ɵ: ɤ:•o: ə ɛ: ʌ•ɔ: a ɑ:•ɒ: \| | \| i: u: ɪ ʊ e: ɵ: ɤ:•o: ə ɛ: ʌ•ɔ: a ɑ:•ɒ: \| |
| Нижние                                  | \| i: u: ɪ ʊ e: ɵ: ɤ:•o: ə ɛ: ʌ•ɔ: a ɑ:•ɒ: \| | \| i: u: ɪ ʊ e: ɵ: ɤ:•o: ə ɛ: ʌ•ɔ: a ɑ:•ɒ: \| | \| i: u: ɪ ʊ e: ɵ: ɤ:•o: ə ɛ: ʌ•ɔ: a ɑ:•ɒ: \| | \| i: u: ɪ ʊ e: ɵ: ɤ:•o: ə ɛ: ʌ•ɔ: a ɑ:•ɒ: \| | \| i: u: ɪ ʊ e: ɵ: ɤ:•o: ə ɛ: ʌ•ɔ: a ɑ:•ɒ: \| |
| i: u: ɪ ʊ e: ɵ: ɤ:•o: ə ɛ: ʌ•ɔ: a ɑ:•ɒ: |                                               |                                               |                                               |                                               |                                               |

Жирным шрифтом выделены позиционные и диалектные варианты звуков. Возможны вариации /ʌ~ə~ʊ/, /a~ɑ:/, /o:~ɤ:~ɵ:~e:/, /ɑ:~ɒ:~ɔ:~o:/, /u:~i:/ (в первом случае варианты даны от южных диалектов к северным, в остальных — от внешних к центральным). Звуки /ɛ:/ и /ɔ:/ — варианты дифтонгов /ai/ и /aw/ в северо-восточных диалектах. В безударных слогах ослабляется оппозиция гласных следующих рядов: /u — o — ʊ/, /e — i — ɪ/, /a — (ə)/.
Часть исследователей выделяют отдельные звуки /ʊ/ и /ɪ/, другие описывают их как краткие варианты /u:/ и /i:/.
В пушту имеется звук среднего ряда и среднего подъёма (зваракай, огубленное шва), обозначаемый в кириллической транскрипции либо как «ъ» (в большинстве советских изданий), либо как «ə». Во многих других языках (в том числе и в русском) этот звук также присутствует, однако в пушту он обладает смыслоразличительным значением. Также он схож с неударным «о» в слове «сутолока». Встречается преимущественно в ударном слоге. Во многих словах чередуется с a.
Помимо этого выделяют семь дифтонгов: /ay/, /əy/, /ɑ:w/, /aw/, /o: y/, /ɑ:y/, /u: y/. Они не являются «подлинными дифтонгами», могут быть разложены на гласные и согласные /y, w/.
В заимствованных из фарси (дари) словах лицами, владеющими этим языком, может сохраняться исконный вокализм. В речи пуштунов, не владеющих фарси, происходит адаптация гласных по следующей схеме:
| Фарси-Дари | i | e̞ | eː   | a (æ) | ɒː | o̞   | o: | u: |
| Пашто      | i | i | e(:) | a/ə   | ɑ: | o/u | u: | u: |

#### Согласные
|                  | Губные                      | Зубные                          | Альвеол.                    | Цереб.                        | Постальвеол.                                                | Палатал.                      | Заднеязыч.                                                   | Увуляр.         | Глоттал.        |
| ---------------- | --------------------------- | ------------------------------- | --------------------------- | ----------------------------- | ----------------------------------------------------------- | ----------------------------- | ------------------------------------------------------------ | --------------- | --------------- |
| Носовые          | МФА: mо файле               | МФА: nо файле                   |                             | МФА: ɳо файле                 |                                                             |                               | (МФА: ŋо файле)                                              |                 |                 |
| Взрывные         | МФА: pо файле МФА: bо файле | МФА: t̪о файле МФА: d̪о файле     |                             | МФА: ʈо файле МФА: ɖо файле   |                                                             |                               | МФА: kо файле МФА: ɡо файле (МФА: kʷо файле, МФА: ɡʷо файле) | (МФА: qо файле) | (МФА: ʔо файле) |
| Аффрикаты        |                             | (МФА: t͡sо файле МФА: d͡zо файле) |                             |                               | МФА: t͡ʃо файле МФА: d͡ʒо файле                               |                               |                                                              |                 |                 |
| Фрикативные      | (МФА: fо файле)             |                                 | МФА: sо файле МФА: zо файле | (МФА: ʂо файле МФА: ʐо файле) | МФА: ʃо файле (МФА: ʒо файле) (МФА: ɕо файле МФА: ʑо файле) | (МФА: çо файле МФА: ʝо файле) | МФА: xо файле МФА: ɣо файле (МФА: xʷо файле МФА: ɣʷо файле)  |                 | МФА: hо файле   |
| Аппроксиманты    |                             | МФА: lо файле                   |                             |                               |                                                             | МФА: jо файле                 | МФА: wо файле                                                |                 |                 |
| Дрожащие сонанты |                             | МФА: ɾо файле (МФА: rо файле)   |                             | МФА: ɽо файле                 |                                                             |                               |                                                              |                 |                 |

В скобках — заимствованные, диалектные и позиционные звуки. Звуки /q, f/ не свойственны пушту, они вошли в составе заимствований и в просторечии могут заменяться на /k, p/ соответственно. Звук n перед церебральными произносится как /ɳ/, а перед заднязычными — как /ŋ/. Лабиализованные /xʷ, ɣʷ, kʷ, ɡʷ/ могут передаваться как сочетания /xw, ɣw, kw, gw/, однако в позиции перед /u/, где они регулярно используются, лабиализация может не обозначаться.
В северных диалектах звук /h/ в позициях в начале и конце слова (рядом с гласной) может выпадать, а между гласными внутри слова — произноситься как /j/.
Звук /ɽ/ (изображается как ړ) является церебральным вариантом звука [r], на слух воспринимается как невнятное [rl]. Церебральный /ɳ/ может произноситься и писаться как /ɳɽ/.
Распространено мнение, что пушту исконно не были свойственны церебральные (ретрофлексные) звуки и те из них, которые встречаются сегодня, заимствованы из индийских языков. Это предположение может быть опровергнуто так: в урду представлены всего три церебральные согласные — ڑ ,ڈ ,ٹ (ʈ, ɖ, ɽ), в пушту же, кроме них, имеется ещё и самостоятельная ڼ (ɳ, в урду она позиционная), а в диалектах зачастую ښ и ږ (ʂ, ʐ). Кроме того, пуштунский ړ (ɽ), аналог ڑ в урду, может появляться в начале слова (ړندون ɽandu: n «слепота»), а в урду это недопустимо.
Наиболее распространённые кластеры согласных /t̪l/, /kl/, /bl/, /ɣl/, /lm/, /nm/, /lw/, /sw/, /br/, /t̪r/, /ɣr/, /pr/, /d̪r/, /wr/, /kɺ̢/, /mɺ̢/, /wɺ̢/ /xp/, /pʃ/, /pʂ/, /xr/, /zb/, /ʒb/, /d͡zm/, /md͡z/, /t͡sk/, /sk/, /sp/, /ʃp/, /ʂk/, /xk/, /ʃk/, /kʃ/, /kx/, /kʂ/, /ml/, /gm/, /ʐm/ и т. д.
В словах, заимствованных из английского языка, звуки /d, t/ произносятся как церебральные и обозначаются ډ и ټ соответственно.

### Морфология
В пушту имеется несколько классов местоимений (личные, притяжательные, указательные, относительные и т. д.). Большинство из них склоняются в двух падежах (прямой и косвенный), а также различаются по числам. Некоторые местоимения различаются по родам.
Язык пушту обладает сложной и разветвлённой глагольной системой. Причастия, наречия и отглагольные имена (существительные) традиционно причисляются к этой системе, по образцу арабской грамматики. Основа глагола в языке пушту — инфинитив, который всегда оканчивается на ـٙل -əl, а также является отглагольным именем (это же явление можно видеть в фарси и урду) и склоняется соответственно. Спряжение переходных и непереходных глаголов имеет некоторые различия, но имеются непереходные глаголы (около 40), спрягающиеся по типу переходных. Также имеется семь неправильных глаголов со своими особыми формами. В пушту два грамматических времени: настояще-будущее (делится на настоящее и будущее) и прошедшее (делится на прошедшее простое, проходившее (перфект) и давнопрошедшее (плюсквамперфект)). Также у глаголов могут образовываться формы страдательного залога. Пушту различает четыре наклонения: изъявительное, предположительное, условно-желательное, повелительное, а также особую потенциальную форму глагола.
Имена существительные и прилагательные не имеют чётких различий в языке пушту, поэтому их можно объединить в одну часть речи. Имя может выступать в качестве любого члена предложения. У имён в пушту три падежа (по другой классификации — четыре), два грамматических числа (единственное и множественное) и два рода (мужской и женский). Существует две системы классификации пуштунских падежей: трёхпадежная (прямой — косвенный — звательный) и четырёхпадежная (прямой — косвенный I — косвенный II — звательный). Из правил склонения есть ряд немногочисленных исключений. Некоторые имена числительные также склоняются по двум падежам.
Отношения слов в предложении выражается частицами, в которые входят союзы, предлоги и послелоги и т. д. В этом плане пушту отличается от фарси наличием послелогов (в фарси есть только одна частица, иногда называемая послелогом — را ra), а также от урду, в котором совсем нет предлогов.

## Образцы текста
Выдержка из Калама Рахмана Бабы:

زه رحمان په خپله ګرم يم چې مين يمه
چې دا نور ټوپن مې بولي ګرم په څه
Zə Rahmɑn pə xpəla gram jam t͡ʃe majan jama

t͡ʃe d̪ɑ nor ʈopan me boli gram pə t͡sə
«Я, Рахман, виню себя в том, что я влюблён,

Для чего же меня в этом винит остальной мир?»
Пословица (маталь):

اوبه په ډانګ نه بېليږي
Obə pə ḍāng na belegī
«Воду не оградишь забором» (то, что по естественным причинам должно быть вместе, не может быть разделено).